# Верхняя Кизьма
Верхняя Кизьма (Кизьма, Азла) — река в России, протекает по Харовскому району Вологодской области.

## География
Река Верхняя Кизьма берёт начало в лесах южнее деревни Бильская (Харовский район). Течёт на юг. Впадает в озеро Киземское у деревни Купаиха. Из озера вытекает как Нижняя Кизьма. Длина реки Верхняя Кизьма составляет 29 км, площадь водосборного бассейна — 178 км². В 9 км от устья принимает справа крупнейший приток — реку Томашница.

## Данные водного реестра
По данным государственного водного реестра России относится к Двинско-Печорскому бассейновому округу, водохозяйственный участок реки — озеро Кубенское и реки Сухона от истока до Кубенского гидроузла, речной подбассейн реки — Сухона. Речной бассейн реки — Северная Двина.
Код объекта в государственном водном реестре — 03020100112103000005962.